# Полежаев, Сергей Викторович
Серге́й Ви́кторович Полежа́ев (6 июля 1967 года, Белый Городок, Калининская область) — советский и российский поэт. Лауреат всероссийских и международных конкурсов. Автор собственных сборников. 
Также известен как игрок в дартс. Чемпион России в командном разряде (2017). Мастер спорта России.

## Биография
Родился в 1967г. в Белом городке в семье врача и строителя, участников освоения Целины. Предки были крестьянами и служащими из Ярославской губернии и с Южного Урала.  Выпускник Белогородокской средней школы 1984г.(золотая медаль). В том же году поступил и в 1991 году окончил экономический факультет Тверского государственного университета. В 1986-1988г.г. служил в рядах СА в СУ Московского округа ПВО нормировщиком (сержант). Трудился в Центре военной эргономики, в банке, в администрации г.Тверь, в крупной торговой компании. Живёт в Твери, женат, есть взрослый сын. С 1998г. имеет свой бизнес в области строительства и строительных материалов.

### Поэзия
Начал писать стихи в 1983 году. Публиковался в периодической печати Тверской области, также имеет публикации в «Литературной газете», журналах "Аврора", "Студенческий меридиан", "Невский альманах", "Форум"; в журналах и сборниках, выпущенных в Праге("Пражский Парнас"),Берлине("Автобан"), Париже("Глаголъ"), Минске("Славянская лира"), Москве("Новые писатели"). Лауреат и победитель различных международных и российских фестивалей и конкурсов поэзии.  Участник литературного объединения «Рассветная звонница». В 2013 году выпустил сборник стихов «Какаду», в 2021-м — «Будильник».
Принимает активное участие в культурной жизни России, Белоруссии, Твери и Тверской области.
```
                         Своё кредо Сергей выразил так:
                   
                   Утомляет не жизнь, а желание стать большим,
                   Изменить судьбу или мир пробудить от сна.
                   Но в бору так чист, так заметен полёт души,
                   Как на людях не стала бы жизнь(или смерть) красна.
                        
                          (из стихотворения "Дорога")
```

### Спорт
В детстве и юности занимался лёгкой атлетикой, баскетболом, лыжами и плаваньем.
В 2010 году увлёкся игрой в дартс. Сначала повесил мишень у себя на работе, потом дома, играл с друзьями, затем стал тренироваться совместно с тверскими спортсменами, а также принимать участие в соревнованиях. Тренировался у мастера спорта России Алексея Ежова.
В 1974 году из-за попадания стрелы из лука в правое глазное яблоко и разрыва зрительного нерва Сергей ослеп. После операции восстановился не полностью. При монокулярном зрении сейчас правый глаз преобладает над левым. Большое внимание на тренировках и в игре Сергей уделяет зрительной и мышечной памяти.
В 2017 году в составе сборной Тверской области стал чемпионом России в командном зачёте. Вместе с Сергеем Полежаевым в той команде играли Алексей Кадочников, Дмитрий Жаворонков, Виталий Чижов и Андрей Прялкин. В финале тверичи обыграли сборную Новгородской области.
Сторонник теории, что дартс укрепляет общие показатели здоровья человеческого организма, зрения и психики, а также служит великолепным стимулом для самосовершенствования. В декабре 2023г. получил диплом Томского гос.университета по специальности тренер-преподаватель. А также защитил на "отлично" дипломную работу по теме "Организация и методика проведения спортивной тренировки по дартс среди начинающих спортсменов возрастной группы от 30 до 50 лет". С 2024 года ведёт Программу доп.образования "Дартс" в 15й СОШ Твери. Является основателем и руководителем ДартСтудии "На Маяковке" в г.Тверь, открытой 19 мая 2024 года.

## Спортивные достижения
- Чемпион России по дартс (2017, командный разряд)
- В составе команды Тверской области неоднократный призёр и победитель Чемпионатов Центрального Федерального Округа.
- Победитель Всероссийских соревнований "Кубок Верхневолжья" в 2022 году в дисциплине триплекс совместно с Дариной Цветковой и Виталием Чижовым.